# Phyllocnistis intermediella
Phyllocnistis intermediella là một loài bướm đêm thuộc họ Gracillariidae, known from Florida, U.S.A.
Ấu trùng ăn Masticodendron foetidissimum, và Sideroxylon pallidum. Chúng ăn lá nơi chúng làm tổ.